# 行政辦公室
行政办公室（英語：Office of Administration，缩写：OA），是美國總統行政辦公室內的一個實體，負責監督整個行政辦公室的一般行政工作。

## 歷史
1977年12月12日，美国總統吉米·卡特總統簽署第12028號行政命令，合併行政辦公室中的十個實體行政職能部门，成立行政办公室。 

## 外部連結
- 行政辦公室 （页面存档备份，存于）